# カンザス州議会
カンザス州議会（カンザスしゅうぎかい、英語:The Kansas Legislature）は、アメリカ合衆国カンザス州の州議会である。 両院制の議会であり、下院にあたるカンザス州議会代議院（125議席）と、上院にあたるカンザス州議会元老院（40議席）で構成される。 下院議員は2年任期、上院議員は4年任期で選出される。
州昇格の前には、奴隷制度を支持する州議会と反対する州議会が別々に存在し、4つの異なる憲法草案が作成された。最終的に1つの憲法草案が批准され、カンザス州は1861年に州となった。共和党は、人民党が一時的に優勢となった時期もあったが、州議会の両院で長年にわたり過半数を占めている。州議会は、全米で初めて児童労働法を承認した。
165人の州議会議員で構成される州議会は、トピカにあるカンザス州会議事堂で年に一度、通常会議を開く。知事の要請により、臨時会議を開かれることもある。

## 歴史

### 州昇格以前

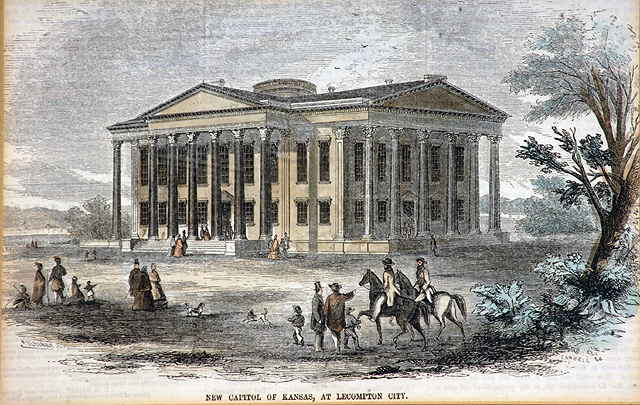
カンザス州レコンプトンに計画された州会議事堂。基礎部分以外は建設されなかった。

カンザス準州は、1854年のカンザス・ネブラスカ法に基づいて創設された。同法のいくつかの条項では、新たに創設された準州の入植者が、カンザスが州に昇格した際に奴隷州とするか自由州とするかを投票で決定することが認められていた。同法によって、奴隷制度廃止論者の北部出身者と奴隷制度支持者の南部出身者の両方が、カンザス準州に殺到した。数の力でカンザスを自分たちの陣営に組み入れることを期待していたのだ。新しく到着した者たちの間に生じた敵意は、すぐに暴力やゲリラ戦へと発展し、この時代は「血を流すカンザス」と呼ばれるようになった。
1855年3月30日、カンザスで初めて選挙が行われた際、アメリカ合衆国上院議員のデイヴィッド・ライス・アッチソンや奴隷制度支持派の有力者たち率いる約5,000人のミズーリ州民が領土に入り、投票所を掌握し、奴隷制度支持派の候補者を当選させた。この選挙の結果、準州議会の上院には奴隷制度支持派議員が 12 名、自由州議員が 1 名（就任前に辞任）が選出された。下院には奴隷制度支持派議員が 25 名、自由州議員が 1 名（他の自由州議員が罷免された後に辞任）が選出された。自由州派は直ちに不正を訴え、新しいカンザス準州議会を「偽議会」と名付けた。アンドリュー・リーダー領事総督の指示によりポーニーで1週間会合を開いた後、奴隷制度支持の38人の議員は、1855年7月16日から8月30日の間、ショーニー・マニュアル・ラバー・スクールに再招集され、カンザス州を奴隷州とするための1,000ページを超える法律の草案作成を開始した。
自由州派はトピカに独自の非公式な影の州議会と政府を招集し、1855年後半にトピカ憲法を制定した。この文書は領土内で議論され投票に付されたが、連邦議会で承認されることはなかった。奴隷制度を支持する議会は、自由州派と高まる暴力に対する対応策として、1857年にレコンプトン憲法を制定した。奴隷廃止論者グループによる選挙ボイコットや州議会の正当性に対する疑問により、この憲法も正式に法律となることはなかった。
レコンプトン憲法が議論されていた間、1857年に実施された準州議会の再選挙では、奴隷制度支持派によるボイコットの影響もあり、自由州派が過半数を占める州議会が誕生した。この新たな権限に基づき、州議会はレブンワース憲法を制定するために招集された。この憲法は、女性やアフリカ系アメリカ人に対する権利の文言において、ビクトリア朝時代としては極めて進歩的な内容であった。この憲法は1858年に採択されたが、議会が批准を拒否したため、それまでの文書と同じ運命をたどることとなった。
レブンワース憲法が否決された後、準州議会は翌年にワイアンドット憲法と呼ばれる新たな文書を起草した。これはある種の妥協案であり、領土内での奴隷制を違法としながらも、ネイティブ・アメリカン、女性、黒人に関する進歩的な条項は削除されていた。州議会は文書を可決し、住民投票に付託した。1859年10月4日、カンザス州の有権者によって批准された。

### 州制施行後から現在まで
南部の上院議員たちは、カンザスを自由州として加盟させることを阻止した。これにより、自由州の上院議員は1人増えるはずだった。7つの州が脱退した1861年1月、カンザスを自由州として加盟させることを撤回した南部議員たちに対し、カンザスを自由州として加盟させることを1月29日に承認する決議が数時間のうちに可決された。2月8日、アメリカ連合国が結成された。
カンザス州で初めて弾劾が行われたのは1862年のことで、州内の共和党内の対立が一部原因であった。
ワイアンドット憲法に基づく州政府役員の選挙は1859年12月に行われたが、カンザス州の州昇格承認が遅れたため、彼らは1861年2月まで就任しなかった。知事のチャールズ・L・ロビンソンと行政官の2年間の任期満了について、憲法上の疑問が生じた。反対派は1861年11月の選挙を要求した。ロビンソンは1861年の選挙でこれらの役職の投票集計を許可することを拒否し、カンザス州最高裁判所はロビンソンの立場を支持した。
州議会は、連邦軍の増強資金として違法な州債が販売されたとして、知事、カンザス州務長官のJ.W.ロビンソン、州会計監査官のジョージ・S・ヒリアーに対して弾劾裁判を行った。彼らは州法に違反して州債を販売した罪で有罪判決を受けたが、陰謀罪やその他の弾劾事由については無罪となった。知事の弾劾に賛成票を投じた州上院議員は3人だけで、知事自身は州債の販売に直接関与していなかった。
1867年、憲法改正案が州民に送られ、女性の投票権が認められようとしたが、失敗に終わった。
州政府機関は、1869年に建設中のカンザス州会議事堂の旧憲法ホールから東棟に移転し始めた。州議会は1870年に初めて東棟で開かれたが、議事堂の完成は1873年まで待たなければならなかった。議事堂の工事は1903年3月24日まで続いた。
1881年2月19日、カンザス州は酒類を全面的に禁止する憲法改正を行った最初の州となった。この措置は禁酒運動から生まれたもので、1888年にキャリー・ネイションから始まった。1890年以降、禁酒は進歩主義と結びつき、改革運動を生み出した。カンザス州は1948年まで禁酒法を廃止せず、その後も1987年までバーを禁止し続けた。
人民党は、1890年代にカンザス州で重要な役割を果たした第三政党であり、1892年の選挙で党勢がピークに達した。この選挙では、人民党の候補が知事の座、連邦議会の4議席、上院の支配権を獲得した。人民党と共和党は、下院の支配権を主張し、人民党は共和党に選挙不正があったと非難した。
この論争の結果、1893年には、最初は同じ議場で会議を行っていたが、その後、1893年2月15日に共和党主導の議会が議場の主導権を握った後、カンザス州会議事堂の別の場所で会議を行うことになった。カンザス州最高裁判所は最終的に共和党側に付き、ポピュリスト主導の議会は解散した。
州議会は児童労働改革の先駆者であり、1905年に14歳未満の児童が工場、食肉加工場、鉱山で働くことを制限する法律を制定した。
カンザス州は進歩主義運動の中心地であり、中流階級、エンポリア・ガゼット紙の編集者ウィリアム・アレン・ホワイト、禁酒主義者らの支援を受けていた。進歩主義の州議会議員らの支援により、1912年11月5日にカンザス州民が承認した憲法改正により、女性にも選挙権が与えられた。
1922年から1927年にかけて、カンザス州とクー・クラックス・クランの間でいくつかの法廷闘争が行われ、その結果、クー・クラックス・クランは州から追放された。
カンザス州議会は1927年にカンザス州の旗を採択した。
1966年以来、州議会は毎年通常議会を開催している。以前は、奇数年の通常議会は期間に制限がなく、偶数年の通常議会は60日間（ただし、各院の選挙で選出された議員の3分の2が延長に賛成票を投じた場合は除く）とされていた。1974年の総選挙で採択された憲法改正により、偶数年に開催される会期の期間は90暦日に延長されたが、各院の選挙で選出された議員の3分の2の投票による延長は依然として可能であった。

## 立法手順
カンザス州議会は、165人の非常勤議員で構成され、通常年に1回開かれる。会議は1月に始まり、通常90日間続く。カンザス州知事は、必要に応じて臨時議会を招集する権限を持つ。

### 法案
法案は州議会に提出され、法案として提出される。法案の立法手順には、提出、常任委員会の審議、全体委員会での投票、本会議通過、第二院の審議、知事の署名、法律の公布という7つの基本的なステップがある。
法案が提出されると、そのタイトルが読み上げられ、印刷されて議員に配布され、常任委員会に付託される。常任委員会の委員長は法案を審議するかどうかを決定し、委員は法案の修正案を提出することができる。審議と討論の後、委員会は全体委員会に委員会報告を提出するかどうかについて投票を行う。全体委員会で審議が行われている間、法案の修正は、法案が提出された議会の議員によって提出することができる。法案の最終的な審議は、法案提出を行った議会の全議員による投票で行われる。
法案は州議会の反対側の院でも同様のプロセスを経る。両院を通過した後、法案は州知事に提出され、知事が署名して法律として成立するか、拒否権を行使するかのいずれかとなる。拒否権を行使された場合、法案は両院の議員の3分の2以上の賛成多数で拒否権を覆す投票が行われ、初めて法律として成立する。

### 立法支援職員機関
州議会は、立法行政サービス、立法監査部、カンザス州議会調査部、法令改正局、情報サービス局の5つの超党派の機関によって支えられている。下院の主任書記官と上院の書記官の事務所は、選挙で選ばれた指導者の指示の下、それぞれの議会の運営を担当している。
立法行政サービスは、カンザス州議会と一般市民のために、立法調整評議会の指示に従い、行政的・技術的サポートを提供する。
カンザス州議会監査局は、カンザス州議会の超党派監査部門である。
カンザス州議会調査部(KLRD)のスタッフは、カンザス州議会議員のために、超党派で客観的な調査と財政分析を行う。
立法府情報サービス事務所は、議員と立法府支援スタッフに情報技術サポートを提供する。
法令監督局は、カンザス州議会に立法に関する法的専門知識を提供する。同事務所の弁護士は、法案やその他の法案の起草、立法委員会のスタッフ、カンザス州法注釈書の発行、カンザス州議会議員への法律相談を担当している。